# Jurgis Baltrušaitis
Jurgis Baltrušaitis (Paantvardys, 2 maggio 1873 – Parigi, 3 gennaio 1944) è stato un artista, poeta e traduttore lituano appartenente alla corrente del simbolismo. Scrisse in lituano e russo. Oltre agli importanti contributi dati alla letteratura lituana, fu anche politico e diplomatico. Fu uno dei maggiori esponenti dell'iconologia e padre di Jurgis Baltrušaitis.

## Biografia
Baltrušaitis nacque in una famiglia contadina nel villaggio di Paantvardys allora sotto il dominio dell'Impero russo. Nel 1885 entrò al ginnasio di Kaunas dove ottenne il diploma nel 1893. Entrò poi alla facoltà di matematica e fisica all'Università di Mosca. Nello stesso tempo assistette alle lezioni presso le facoltà di storia e filologia e studiò lingue straniere. Baltrušaitis imparò 15 lingue nel corso della sua vita.
Dal 1895 in poi, Baltrušaitis iniziò a scrivere su alcune riviste letterarie di Mosca sue opere letterarie in lingua russa. Aderì al movimento simbolista, e, in associazione con Sergej Poljakov, diede vita alla casa editrice Scorpio, che pubblicò le più importanti riviste simboliste russe come Vesy e Severnye Cvety oltre a collezioni dei più grandi poeti simbolisti russi. Membro dell'élite culturale della città, Baltrušaitis fu molto amico e collega di scrittori famosi e artisti russi come Anton Čechov, Konstantin Bal'mont, Valerij Brjusov, Vjačeslav Ivanov, Maksim Gor'kij, Konstantin Stanislavskij, Michail Vrubel' e Aleksandr Skrjabin. Boris Pasternak fu il precettore privato dei figli di Baltrušaitis.
Baltrušaitis pubblicò tre antologie di poesie in russo e altre tre in lituano. Egli realizzò molte traduzioni in russo di opere di letteratura moderna, comprese opere di Henrik Ibsen, Oscar Wilde, August Strindberg, Knut Hamsun e Gabriele D'Annunzio. La sua traduzione di Sult di Hamsun è considerata un classico delle traduzioni di questo romanzo ed è stata continuamente ripubblicata fino ai nostri giorni.
Fra il 1900 ed il 1914, Baltrušaitis visse in Italia e Norvegia e viaggiò molto in Europa occidentale. Durante la prima guerra mondiale e la susseguente rivoluzione russa si trovava in Russia dove partecipò attivamente alla lotta politica lituana per l'indipendenza che venne riconquistata dalla Lituania nel 1918. Nel 1919 venne eletto presidente dell'Unione russa degli scrittori e fu noto per i suoi sforzi tendenti ad aiutare e salvare molti scrittori e intellettuali durante i primi anni del regime bolscevico.
In seguito fu nominato ambasciatore lituano in Russia nel 1920 e nel 1932 ricevette una laurea honoris causa dall'Università Vytautas di Kaunas. Mantenne il ruolo d'ambasciatore fino al 1939 anno in cui venne nominato addetto culturale all'ambasciata lituana di Parigi. A seguito dell'Occupazione delle Repubbliche baltiche, suo figlio, Jurgis Baltrušaitis, artista e critico d'arte, fu al servizio della diplomazia lituana nel rappresentare gli interessi del suo paese nelle nazioni dell'Europa occidentale. Baltrušaitis padre morì a Parigi nel gennaio 1944 e venne tumulato nel cimitero di Montrouge.